# Borreliose humana brasileira
A borreliose humana brasileira, Síndrome (de) Baggio-Yoshinari ou doença de Lyme símile brasileira é uma zoonose causada pela bactéria Borrelia burgdorferi adaptada ao ambiente sul-americano e transmitida pelos carrapatos Amblyomma e Rhipicephalus, e que causa sintomas similares à doença de Lyme em mamíferos, porém com mais casos de retorno dos sintomas (73.6%) e de complicações neurológicas (20%) ou auto-imunes, exigindo tratamento mais amplo com doxiciclina.

## Causa
A doença é causada pela Borrelia burgdorferi, uma bactéria espiralada Gram negativa, microaerófila, com capacidade de penetração intracelular, multiflagelada, de crescimento lento em cultivo, provida de protoplasma e que apresenta uma membrana externa rica em lipoproteínas.

## Sinais e sintomas
Os sintomas iniciais são os mesmos da doença de Lyme, e incluem:
- Eritema crônico migratório (mancha vermelha crescente. em círculos concêntricos)
- Inchaço dos gânglios linfáticos locais
- Febre, mal estar e calafrio
- Fadiga e fraqueza
- Dor de cabeça
- Rigidez do pescoço
- Dores musculares e articulares

Podem durar um mês sem tratamento. A fadiga e a fraqueza costumam persistir mesmo com tratamento (síndrome posterior). Sintomas menos comuns incluem náusea e vômito, dor de garganta, dor nas costas e aumento do baço (esplenomegalia).
Depois de algumas semanas, se não tratada corretamente, pode causar problemas:
- Articulares: Artrite (30-35%)
- Neurológicos: Meningite, neurites, paralisia temporária, descoordenação motora (35%)
- Cardíacos: Arritmia ou desaceleração cardíaca (5%)
- Dérmicos: Paniculite ou lesões em placas (raro)

## Diagnóstico
Em exames de PCR com fragmentos marcadores do gene da flagelina (flgA e flaB) ou proteína da membrana externa A (OspA) dão negativos. Exames de ELISA e Western Blot tem 65% de diagnóstico correto e 16% de falso positivo, sendo portanto essencial considerar os sintomas clínicos (como o eritema crônico migratório, que identifica picada de carrapato e dura cerca de um mês) para confirmar o diagnóstico.

## Tratamento
No primeiro mês pode ser tratada como a doença de Lyme, com ceftriaxone ou penicilina por trinta dias, mas, pelo maior risco de complicações, é prudente continuar com 200 mg de doxiciclina por mais sessenta dias.